# Ansprache Hitlers vor den Oberbefehlshabern am 22. August 1939
Die Ansprache Hitlers vor den Oberbefehlshabern am 22. August 1939 war eine Rede des Führers und Reichskanzlers Adolf Hitler vor etwa 50 Generälen und Offizieren – Heeresgruppen- und Armeeführer der drei Wehrmachtteile – in Hitlers Berghof auf dem Obersalzberg, in der er seine Absicht verkündete, das Nachbarland Polen anzugreifen.

## Ablauf
Hitler begann seine Rede um 12 Uhr in seinem Arbeitszimmer. Er stand dabei und hielt eine freie Rede. Die Anwesenden saßen in mehreren Reihen. Unterbrochen wurde die Rede von einem einstündigen Mittagessen. Um 15 Uhr fuhr Hitler mit seiner Rede fort.

## Inhalt

### Vor dem Mittagessen
Sein ursprünglicher Plan sei es gewesen, den Krieg im Westen zu entfesseln, er habe sich nun aber entschieden, zuerst Polen anzugreifen, da es Deutschland sonst in den Rücken fallen werde. Als Gründe für den jetzigen Kriegsbeginn nannte er die Unersetzlichkeit seiner Persönlichkeit und derjenigen Mussolinis und Francos, die jederzeit Opfer eines Anschlags werden könnten. Die Gegenseite habe hingegen zurzeit keine Persönlichkeiten.
Deutschland könne leichter Entschlüsse fassen. Zudem zwinge die wirtschaftliche Lage zum Handeln. Die Gegenseite werde viel riskieren und wenig gewinnen können. Die Lage zum Losschlagen sei günstig, da England in Asien durch Japan und im Orient durch die aufbegehrenden Muslime gebunden sei. Frankreich sei durch Spannungen mit Italien gebunden und geschwächt durch seine niedrige Geburtenrate. Auf dem Balkan herrsche seit der italienischen Besetzung Albaniens ein Gleichgewicht der Kräfte. Zudem biete der Überfall auf Polen die Gelegenheit für eine Erprobung der Wehrmacht im Hinblick auf eine zukünftige Auseinandersetzung mit dem Westen.
Der Verständigungsversuch mit Polen über die Danzig- und Korridorfrage sei von England gestört worden. Man müsse das Risiko auf sich nehmen und eisern entschlossen sein. Englands Rüstung sei noch schwach, und daher wünsche England einen Krieg erst in zwei bis drei Jahren. England habe Polen eine Anleihe zur Aufrüstung verweigert.
Es gebe nur zwei Möglichkeiten für die Westmächte, Polen zu helfen. Eine Blockade sei angesichts der deutschen Autarkie wirkungslos, und ein Angriff auf den Westwall sei psychologisch unmöglich, weil er gewaltige Verluste bringen werde. Eine Verletzung der Neutralität von Holland, Belgien und der Schweiz durch die Westmächte sei nicht zu erwarten. Einen langen Krieg wolle England nicht führen. Die Wirtschaftskraft Deutschlands sei jetzt wesentlich höher als im Ersten Weltkrieg. Die Hoffnung auf ein Bündnis zwischen den Westmächten und der Sowjetunion habe er durch den deutsch-sowjetischen Nichtangriffspakt zerstört. Stalin wisse, dass ein Sieg der Alliierten über Deutschland auch das Ende seines Regimes sei. Die Ablösung Litwinows sei das Zeichen zur Wende der sowjetischen Außenpolitik gewesen. Damit sei der Weg zum Überfall auf Polen frei.

### Nach dem Mittagessen
Ziel sei die Vernichtung Polens, seiner lebendigen Kraft. Die Auslösung werde durch geeignete Propaganda erfolgen. Die Glaubwürdigkeit sei dabei gleichgültig, im Sieg liege das Recht. Dies diente als Ankündigung des „Unternehmens Tannenberg“, wobei ein angeblicher Überfall polnischer Soldaten auf den Rundfunksender Gleiwitz inszeniert und fünf Einsatzkommandos (EK) mit dem Auftrag zur möglichst umfassenden Vernichtung der polnischen Inteligencja aufgestellt wurden.
Zum Schluss begründete Hitler den Krieg mit der Eroberung von Lebensraum im Osten:

„Wir müssen unser Herz verschließen und hart machen. Wer über diese Weltordnung nachgedacht hat, ist sich klar, daß ihr Sinn im kämpferischen Durchsetzen des Besten liegt. Das deutsche Volk aber gehört zu den besten Völkern der Erde. Uns hat die Vorsehung zu Führern dieses Volkes gemacht, wir haben damit die Aufgabe, dem deutschen Volke, das mit 140 Menschen auf den Quadratkilometer zusammengedrängt ist, den nötigen Lebensraum zu geben. Größte Härte kann bei Durchführung einer solchen Aufgabe größte Milde sein.“

In der Aufzeichnung Greiners lautet diese Passage: „Daher dürfe es auch kein Mitleid, keine menschlichen Rührungen geben. Er sei dem deutschen Volke verpflichtet, das im bisherigen Raum nicht leben könne. 80 Millionen Menschen müssten ihr Recht bekommen, ihre Existenz müsse gesichert werden.“

## Überlieferungen der Rede
Zu dieser Rede sind im Wesentlichen zwei Aufzeichnungen überliefert, die sie Zuhörern zufolge vollständig wiedergeben. Keine stellt allerdings ein wortwörtliches Protokoll der Ansprache dar. Eine Aufzeichnung stammt von Admiral Wilhelm Canaris, dem langjährigen Leiter des Amtes Ausland/Abwehr der Wehrmacht; sie fand sich in Akten des OKW (IMT-Dokumente PS-798 und PS-1014). Sie stellt die einzig bekannte unmittelbare Mitschrift dar und hat damit Vorrang vor allen anderen Versionen. Die zweite Niederschrift stammt von Generaladmiral Hermann Boehm. Sie wurde im Nürnberger Prozess gegen die Hauptkriegsverbrecher von der Verteidigung eingebracht (IMT-Dokument Rae-27).
Bei der Herausgabe des Kriegstagebuchs des OKW wurde noch eine dritte Aufzeichnung aufgefunden, die vom Führer des Kriegstagebuchs, Helmuth Greiner, angefertigt wurde. Sie basiert auf der Aufzeichnung von Admiral Canaris und der ausführlichen Rekapitulation des Offiziers Walter Warlimont am Abend nach der Rede.
Neben diesen ausführlichen Aufzeichnungen besteht eine Eintragung des Generalstabschefs Franz Halder in seinem Kriegstagebuch, in der ebenfalls die Rede skizziert wurde. Außerdem existieren noch eine kurze Zusammenfassung des Generals Curt Liebmann, eine knappe private Aufzeichnung von Generaladmiral Conrad Albrecht und die Erinnerungen des Abwehroffiziers Oberst i. G. Helmuth Groscurth.

## „Dschingis-Khan-Rede“
Beim Nürnberger Prozess tauchte eine weitere, die sogenannte Dschingis-Khan-Rede (IMT-Dokument L-003) auf. Sie enthält besonders brutale und blutrünstige Redewendungen, die für unglaubwürdig gehalten wurden. Der Militärgerichtshof lehnte diese Version als Beweisstück ab. Sie wurde in der Publikation der „Akten zur deutschen auswärtigen Politik“ in einer Fußnote mit dem Hinweis, dass es nicht als Beweisstück überreicht wurde, abgedruckt. Sie wurde in der Geschichtsforschung lange Zeit als Fälschung betrachtet. Demnach wurde sie in deutschen Widerstandskreisen erstellt, um die britische Regierung vor Hitler zu warnen. Diese soll auf Veranlassung von Generalstabschef Generaloberst Ludwig Beck an den US-amerikanischen Journalisten Louis Lochner übergeben worden sein, der sie spätestens am 25. August 1939 an die Britische Botschaft in Berlin weitergeleitet haben soll. Für Andreas Hillgruber stand die Fälschung zweifelsfrei fest. Er wendete sich gegen das begreifliche Verlangen, möglichst stark belastende Zitate auch aus zweifelhaften Quellen ungeprüft zu übernehmen. Dies müsse überhaupt mit der starken Tendenz, die Schlüsseldokumente als wörtliche Wiedergaben der Äußerungen Hitlers zu zitieren, die Geschichtswissenschaft in Misskredit bringen. Norman Domeier konnte im Jahr 2022 jedoch in einem Aufsatz in der Zeitschrift für Geschichtswissenschaft die Echtheit belegen.

## Überlieferung des Schlüsseldokuments
Beim Nürnberger Prozess gab der Vertreter der Anklage, Thomas J. Dodd, eine genaue Schilderung der Auffindung des Dokuments PS-798 / PS-1014. Das Dokument war demnach Teil einer Dokumentensammlung, die unter Kontrolle des Generals August Winter vom Wehrmachtführungsstab stand. Diese Dokumente gelangten in den letzten Kriegstagen in drei Eisenbahnzügen über Umwege von Berlin nach Saalfelden im österreichischen Land Salzburg, Anfang Mai 1945 von der U.S. Army besetzt. Dort wurden sie von General Winter der Dokumentenabteilung der 3. US-Armee in München ausgeliefert.
In München wurden die Dokumente von der Abteilung G-2 des SHAEF mit Hilfe von Beamten des OKW und des OKH geordnet. Am 16. Juni 1945 wurden sie zusammen mit anderen auf sechs LKW zum US Group Control Council Nr. 32 gebracht, welches sich in früheren Büros der I.G. Farben in Seckenheim, einem Stadtteil von Mannheim, befand.
Dort wurden sie in Regalen im 3. Stock unter Bewachung untergebracht und zwischen dem 16. Juli und dem 30. August 1945 unter Aufsicht des britischen Obersts Austin mit Personal vom Supreme A. G., dem G-2 Document Center der G-2 Operational Intelligence Section, 6889 Berlin Document Section und der British Enemy Document Unit sowie der British Military Intelligence Research Section weiter geordnet.
Vom 5. Juli bis zum 30. August 1945 wurden diese Dokumente von Mitgliedern des Stabes des Hauptanklägers für die USA durchgesehen. Aus diesen Dokumenten entnahm das Stabsmitglied Leutnant Margolis das Dokument PS-798/PS-1014 und brachte es nach Nürnberg.